# 福爾托雷河
福爾托雷河是意大利的河流，位於該國南部，河道全長110公里，發源自亞平寧山脈，流經貝內文托省、坎波巴索省和福賈省，最終在萊西納湖附近注入亞得里亞海。
41°55′N 15°17′E / 41.917°N 15.283°E